# Dillingham
Dillingham ist eine Stadt in der Dillingham Census Area in Alaska. 2020 lebten dort 4857 Personen.

## Geographie
Dillingham liegt am nördlichen Ende der Nushagak Bay, einer Bucht der Bristol Bay, beim Zusammenfluss des Wood River und des Nushagak River.

## Geschichte
Die Gegend von Dillingham wurde vom Volk der Yupik bewohnt. Die Russen bauten dort 1818 einen Handelsposten. Die Gegend wurde Nushagak nach dem gleichnamigen Fluss genannt. Bei Nushagak trafen sich verschiedene Gruppen vom Kuskokwim River, der Alaska-Halbinsel und dem Cook Inlet, um zu handeln oder sich dort niederzulassen. 1837 wurde bei Nushagak eine Russisch Orthodoxe Mission gebaut.
Nach dem Kauf Alaskas durch die Vereinigten Staaten baute das United States Army Signal Corps eine Wetterstation in Nushagak. 1884 wurde die erste Lachs Konservenfabrik in der Bristol Bay östlich des heutigen Dillingham gebaut. Bis 1900 wurden zehn weitere gebaut. Das Post Office östlich von Nushagak bei Snag Point und die Stadt wurden 1904 nach dem US-Senator Paul Dillingham benannt, der Alaska mit seinem Senate subcommittee 1903 ausführlich bereiste.
1918 und 1919 schrumpfte die Bevölkerung durch eine Grippeepidemie auf 500 Personen. Nach der Epidemie wurden ein Krankenhaus und ein Waisenhaus in Kanakanak errichtet, 10 km südlich von Dillingham.
1963 erhielt Dillingham Stadtrecht.
1974 wurde in Dillingham für Bildungszwecke die erste regionale Funkstation für die Region Bristol Bay gebaut. Mit dem Rufzeichen KDLG 670kHz sendet die Station immer noch Bildung, Unterhaltung und wichtige Sicherheitsinformationen für die Fischfangflotte und die umliegenden Gemeinden.
Die wichtigsten Industriezweige in und um Dillingham sind heute kommerzieller Fischfang, Sportfischen, Tourismus und Konservenfabriken.

## Verkehr
Dillingham verfügt über den staatlichen Dillingham Airport mit regulären Flügen von und nach Anchorage. Eine Basis für Wasserflugzeuge liegt 5 km westlich bei Shannon’s Pond. Das Kanakanak Krankenhaus verfügt über einen Heliport. Die Stadt unterhält einen kleinen Hafen mit 320 Liegeplätzen. Seit 1960 gibt es eine Kiesstrasse nach Aleknagik.